# Françoise Forges
Françoise Forges (* 3. Juli 1958 in Brüssel) ist eine französische Wirtschaftswissenschaftlerin, die sich insbesondere mit Spieltheorie auseinandersetzt.

## Werdegang, Forschung und Lehre
Forges studierte zwischen 1976 und 1980 Mathematik an der Université catholique de Louvain, an der sie mit einem Lizenziat graduierte. Anschließend setzte sie ihr Studium an der Hochschule bis zum Erlangen eines Doktor-Grades 1984 fort. Unterbrochen von einem Postdoc-Aufenthalt an der University of California, Berkeley 1985 bis 1986 blieb sie in der Folge zunächst an der Hochschule im akademischen Personal tätig und habilitierte parallel 1992 an der Université Paris 1 Panthéon-Sorbonne. 1994 folgte sie einem Ruf auf einen Wirtschaftslehrstuhl an der Universität Cergy-Pontoise, wo sie zwei Jahre später zur ordentlichen Professorin berufen wurde. 2003 berief sie die Universität Paris-Dauphine. Dort war sie mehrere Jahre für das Doktorenprogramm für Wirtschaftswissenschaft sowie zeitweise zusätzlich für Wirtschaftsingenieurwesen zuständig.
Die Schwerpunkte in Forschung und Lehre von Forges liegen im Bereich der wirtschaftswissenschaftlichen Anwendungen von spieltheoretischen Fragestellungen, dabei beschäftigt sie sich auch intensiv mit den zugrundeliegenden finanz- und wirtschaftsmathematischen Aspekten. Ihre Arbeiten reichen von ökonomischen Fragestellungen rund um Kommunikation und Information bis hin zur Auseinandersetzung von Grundlagen bei Strategiespielen und kooperativen Spielen.
Forges ist seit 1997 Fellow der Econometric Society. Zeitweise war sie selbst Mitglied des Nominierungskomitees, dem sie 2004 vorsaß. 2009 erhielt sie die Médaille d’argent du CNRS. 2020 wurde sie als internationales Mitglied in die American Academy of Arts and Sciences aufgenommen.